# Iris Wang
Iris Wang (* 2. September 1994 in Pasadena, Vereinigte Staaten) ist eine US-amerikanische Badmintonspielerin. Rena Wang ist ihre ältere Schwester.

## Karriere
Iris Wang gewann von 2006 bis 2009 insgesamt sechs Titel bei den Panamerikameisterschaften der Jugend und der Junioren. Bei den Erwachsenen gewann sie im letztgenannten Jahr Bronze im Damendoppel. Bei der Weltmeisterschaft 2010 wurde sie 17. im Damendoppel mit ihrer Schwester.

## Sportliche Erfolge
| Saison | Veranstaltung                       | Disziplin   | Platz | Name                     |
| ------ | ----------------------------------- | ----------- | ----- | ------------------------ |
| 2006   | Juniorenpanamerikameisterschaft U13 | Dameneinzel | 1     | Iris Wang                |
| 2008   | Juniorenpanamerikameisterschaft U15 | Dameneinzel | 1     | Iris Wang                |
| 2008   | Juniorenpanamerikameisterschaft U15 | Mixed       | 1     | Phillip Chew / Iris Wang |
| 2009   | Juniorenpanamerikameisterschaft U17 | Dameneinzel | 1     | Iris Wang                |
| 2009   | Juniorenpanamerikameisterschaft U17 | Mixed       | 1     | Phillip Chew / Iris Wang |
| 2009   | Juniorenpanamerikameisterschaft     | Damendoppel | 1     | Rena Wang / Iris Wang    |
| 2009   | Panamerikameisterschaft             | Damendoppel | 3     | Rena Wang / Iris Wang    |
| 2010   | Weltmeisterschaft                   | Damendoppel | 17    | Rena Wang / Iris Wang    |
| 2014   | Mercosul International              | Dameneinzel | 1     | Iris Wang                |
| 2014   | Argentina International             | Dameneinzel | 1     | Iris Wang                |